# Лудвиг V фон дер Асебург
Лудвиг V фон дер Асебург (на немски: Ludwig V von der Asseburg; * 24 май 1611, Шермке; † 19 декември 1693, Валхаузен) от род фон дер Асебург, е господар на Шермке (днес част от Ошерслебен) и Валхаузен (Хелме) в Саксония-Анхалт.

## Биография
Той е син на Йохан X фон дер Асебург, господар в Шермке (1576 – 1611) и Елизабет фон Велтхайм (1583 – 1638), дъщеря на княжеския съветник в Магдебург Ахац фон Велтхайм (1538 – 1588) и Маргарета фон Залдерн (1545 – 1615). Внук е на магдебургския съветник Лудвиг III фон дер Асебург (1546 – 1633) и Анна фон Вестфалия (1556 – 1623). Правнук е на Йохан фон дер Асебург († 1567) и Клара фон Крам († 1579). Сестра му Елизабет фон дер Асебург († 1668) се омъжва 1646 г. за Ханс Георг I фон дер Шуленбург (1613 – 1677).
Фамилията фон дер Асебург е от 1373 г. собственик на замък Шермке и от 1414 г. на дворец Валхаузен.
Лудвиг V фон дер Асебург умира на 82 години на 19 декември 1693 г. във Валхаузен и е погребан там.

## Фамилия
Първи брак: на 20 септември 1649 г. в Готорф с Анна Катарина фон Ротшюц (* 15 септември 1617, Щайнплайн; † 5 юли 1669, Валхаузен). Те имат шест деца:
- Фридрих Лудвиг фон дер Асебург (* 28 декември 1650, Шермке; † 18 август 1696)
- Мария Елизабет фон дер Асебург (* 20 октомври 1652, Остерхаузен; † 23 септември 1707, Науендорф), омъжена за Ханс Лудвиг фон Науендорф († 1720)
- Йохан фон дер Асебург (* 9 август 1655; † 9 август 1696, Валхаузен), женен за фрайин Хелена Каролина фон Малтцан-Вартенберг-Пенцлин († сл. 1713)
- Сибила Бригита фон дер Асебург (* 1656; † 6 април 1707, Майздорф), омъжена на 10 септември 1684 г. във Валхаузен за Йохан Хайнрих фон дер Асебург (* 4 ноември 1662 във Фалкенщайн; † 21 юли 1689)
- Анна Катарина фон дер Асебург, омъжена за Йоахим Вилхелм фон Мютцшефал
- Кристиана Августа фон дер Асебург (* 1666; † пр. 1678)

Втори брак: на 3 декември 1671 г. с Катарина Елизабет фон Боденхаузен (* 7 ноември 1634; † 16 юни 1673, Валхаузен). Бракът е бездетен.